# Lago Puelo (sjö)
Lago Puelo är en sjö i Argentina.   Den ligger i provinsen Chubut, i den sydvästra delen av landet, 1 400 km sydväst om huvudstaden Buenos Aires. Lago Puelo ligger 192 meter över havet. Arean är 44 kvadratkilometer. Den sträcker sig 14,8 kilometer i nord-sydlig riktning, och 10,4 kilometer i öst-västlig riktning.
Följande samhällen ligger vid Lago Puelo:
- Lago Puelo (4 046 invånare)

I omgivningarna runt Lago Puelo växer i huvudsak blandskog. Trakten runt Lago Puelo är nära nog obefolkad, med mindre än två invånare per kvadratkilometer.